# Сергеева, Алина Фаиговна
Алина Фаиговна Сергеева (род. 13 апреля 1999 года, Тула) — российская дзюдоистка, чемпионка России 2021 года. Мастер спорта России.

## Биография
Алина родилась 13 апреля 1999 года в городе Тула, в возрасте семи лет начала свою спортивную карьеру под руководством своего первого и действующего тренера Вуколова Андрея Валентиновича в Тюмени.

## Спортивная карьера

### Алина в подростковом возрасте
Первые серьезные результаты пришли в 2013 году, когда она выиграла первенство Тюменской области до 18 лет. В начале 2014 года она выступила на первенстве Уральского федерального округа, став финалисткой. В декабре 2014 года она выиграла золотую медаль на первенстве мира по самбо среди кадетов в городе Лимасол, Кипр. В феврале 2015 года она впервые стала победительницей первенства России среди кадетов в Казани в весе до 44 кг. В марте 2015 года она выступила на своем первом международном старте, который прошёл в городе Анталья (Турция). На данном турнире она смогла добыть бронзовую медаль, одолев в схватке за третье место свою соотечественницу Ксению Блинову. В апреле 2015 года так же была третьей на кубке Европы в Твери. В июле 2015 года была участницей первенства Европы в Болгарии. В феврале 2016 года Сергеева добыла серебро первенства России в Новосибирске в весе до 44 кг. В начале апреля 2016 года выиграла кубок Европы среди кадетов в Твери, после триумфа в Твери она поехала на кубок Европы в Берлин, где в схватке за бронзовую медаль взяла верх над немкой Леной Грулич.

### Сергеева как юниор
В 2017 году она дважды были финалисткой первенств России среди дзюдоисток до 21 года и 23 лет. В апреле 2018 года она выиграла кубок Европы в Санкт-Петербурге. В сентябре 2018 года Алина была участницей командного первенства Европы в Софии (Болгария), где смогла выиграть с национальной сборной бронзовые награды. В течение 2019 года она дважды выиграла кубок Европы в Санкт-Петербурге и в польском Познане, а также была финалисткой кубка Европы в Малаге, Испания. В сентябре добыла бронзовую награду на первенстве Европы в городе Вантаа, Финляндия. В октябре участвовала на первенстве мира в Марокко.

### Взрослый уровень
Карьера во взрослой борьбе у Сергеевой начался с успешного выступления в начале 2021 года на кубке Азии в казахском Актау, где она была финалисткой. В августе 2021 года Алина была первой на кубке Европы в Оренбурге. В сентябре ей первый раз удалось стать чемпионкой страны в весе до 48 кг. В марте 2024 года участвовала на турнире серии «Большой шлем» в Тбилиси. 

## Спортивные результаты
Дзюдо
- Первенство России до 18 лет 2015 — ;
- Кубок Европы до 18 лет 2015 (Анталья, Тверь) — ;
- Первенство России до 18 лет 2016 — ;
- Кубок Европы до 18 лет 2016 (Тверь) — ;
- Кубок Европы до 18 лет 2016 (Берлин) — ;
- Первенство России до 21 года 2017 — ;
- Первенство России до 23 лет 2017 — ;
- Кубок Европы до 21 года 2018 (Санкт-Петербург) — ;
- Кубок Европы до 21 года 2019 (Санкт-Петербург, Познань) — ;
- Кубок Европы до 21 года 2019 (Малага) — ;
- Первенство Европы до 21 года (Вантаа) — ;
- Кубок Азии 2021 (Актау) — ;
- Кубок Европы 2021 (Оренбург) — ;
- Чемпионат России 2021 — ;
- Кубок России 2023 — ;[8]
- Кубок России 2024 — ;[9]
- «Russian judo Tour» памяти В.С. Ощепкова 2025 (Хабаровск) — ;[10]
- «Russian judo Tour» 2025 (Челябинск) — ;[11]

Самбо
- Первенство России до 18 лет 2014 — ;[1]
- Первенство мира до 18 лет 2014 — ;[1]

## Личная информация
Является выпускницей Волгоградской государственной академии физической культуры.